# Heinrich Gleumes

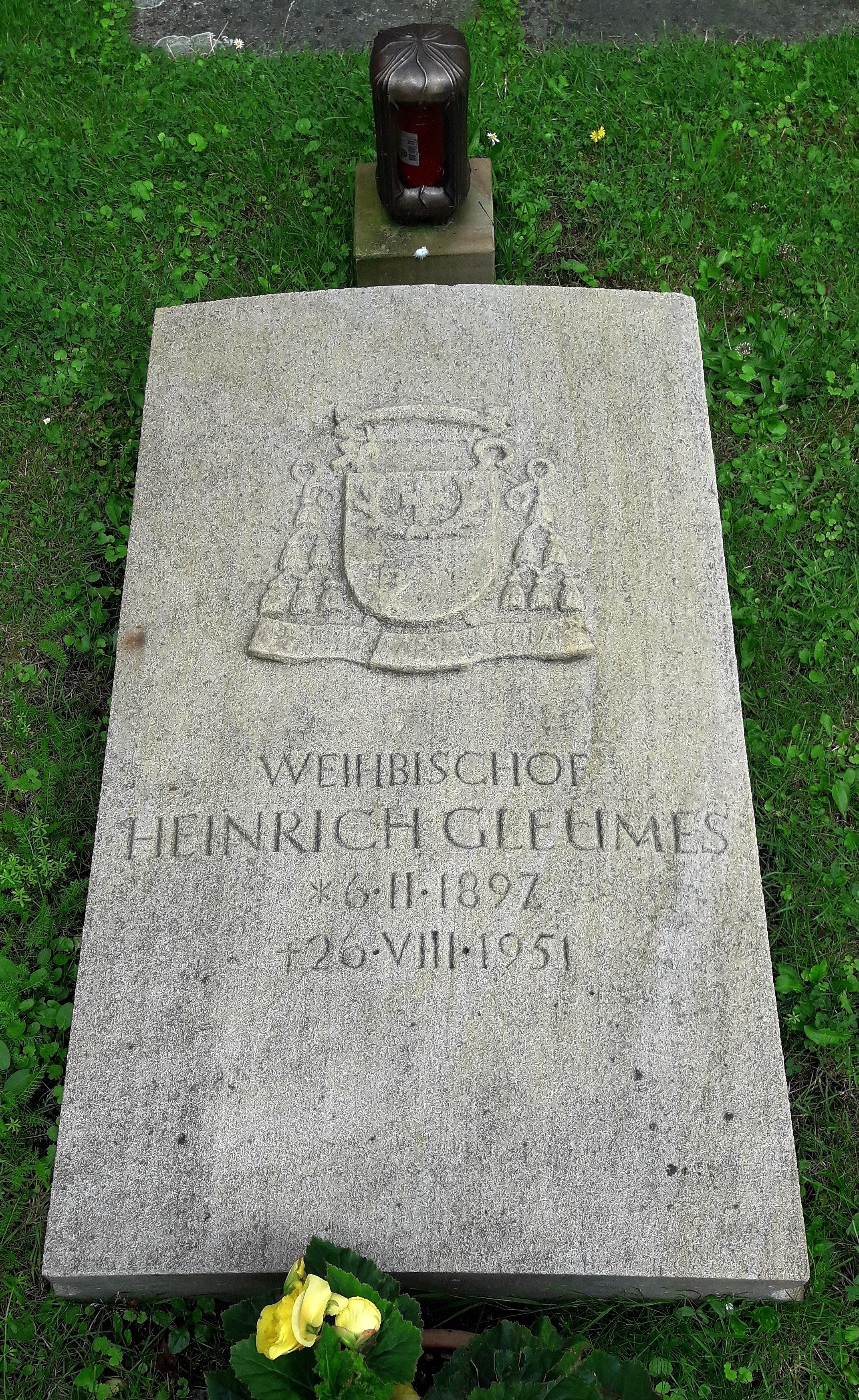
Grab von Weihbischof Heinrich Gleumes auf dem Domherrenfriedhof des Domes zu Münster/Westfalen, Deutschland

Heinrich Gleumes (* 6. Februar 1897 in Kempen; † 26. August 1951) war ein deutscher katholischer Geistlicher und Weihbischof in Münster.

## Leben
Heinrich Gleumes wurde am 17. Dezember 1921 zum Priester im Bistum Münster geweiht.
Am 8. Oktober 1948 ernannte ihn Papst Pius XII. zum Weihbischof in Münster und Titularbischof von Cissita. Die Bischofsweihe erfolgte am 30. November des Jahres durch Bischof Michael Keller.
Gleumes starb bereits am 26. August 1951.

## Weihehandlungen
- 1949: St. Marien (Budberg)
- 1951: St. Vincentius in Dinslaken